# Route nationale 136
Pour les articles homonymes, voir Route 136.
La route nationale 136, ou RN 136, est le nom porté par deux routes nationales françaises :
- l'actuelle rocade de l'agglomération rennaise ;
- l'ancien tronçon (déclassé en route départementale 936 (RD 936)) qui, avant 1972, reliait Bordeaux à Bergerac.

## Tracé actuel autour de Rennes
La route nationale 136, ou RN 136, est une route nationale française servant de rocade à l'agglomération rennaise (voir l'article Rocade de Rennes) et permettant le contournement de la ville. La rocade mesure 31 km et depuis  octobre 2016, la vitesse est limitée à 90 km/h.
Elle est un nœud stratégique entre l'axe nord-sud Caen-Nantes et l'axe est-ouest Paris-Brest. Elle comporte aussi d'autres portes à destination de Saint-Malo, Angers, Saint-Nazaire ou Lorient.
Le décret du 5 décembre 2005 ne prévoit pas son transfert au département.

## Ancien tracé de Bordeaux à Bergerac (D 936)
Avant la réforme de 1972, la RN 136 reliait Bordeaux à Bergerac. Aujourd'hui, sur tout son parcours, la RN 136 est devenue la route départementale 936 (RD 936).

### Ancien tracé de Bordeaux à Castillon-la-Bataille
- Bordeaux (km 0)
- Cenon (km 1)
- Floirac (km 2)
- Mélac, commune de Tresses (km 6)
- Fargues-Saint-Hilaire (km 9)
- La Planteyre, commune de Sallebœuf (km 13)
- Camarsac (km 16)
- Saint-Quentin-de-Baron (km 23)
- Tizac-de-Curton (km 26)
- Branne (km 31)
- Vignonet (km 34)
- Saint-Pey-d'Armens (km 38)
- Saint-Magne-de-Castillon (km 42)
- Castillon-la-Bataille (km 44)

### Ancien tracé de Castillon-la-Bataille à Bergerac
- Castillon-la-Bataille (km 44)
- Lamothe-Montravel (km 49)
- Tête-Noire, commune de Montcaret (km 53)
- Les Réaux, commune de Vélines (km 56)
- Saint-Antoine-de-Breuilh (km 59)
- Port-Sainte-Foy-et-Ponchapt (km 64)
- Sainte-Foy-la-Grande (33)(km 65)
- Gardonne (km 75)
- Lamonzie-Saint-Martin (km 79)
- Bergerac (km 88)